# Vireo magister
Vireo magister là một loài chim trong họ Vireonidae.